# 258
El 258 (CCLVIII) fou un any comú començat en divendres del calendari julià.

## Esdeveniments
- 10 d'agost (Roma): martiri de Sant Llorenç.[1]